# 國立高雄師範大學附屬高級中學
國立高雄師範大學附屬高級中學（英語：The Affiliated Senior High School of National Kaohsiung Normal University，縮寫ASHS），簡稱高師大附中、高雄師大附中或高師附中、附中，是一所位於台灣高雄市苓雅區的完全中學。高師大附中是國立高雄師範大學的附屬中學，包含高中部、國中部與小學部。原為提供高師大學生教學實習。

## 歷史

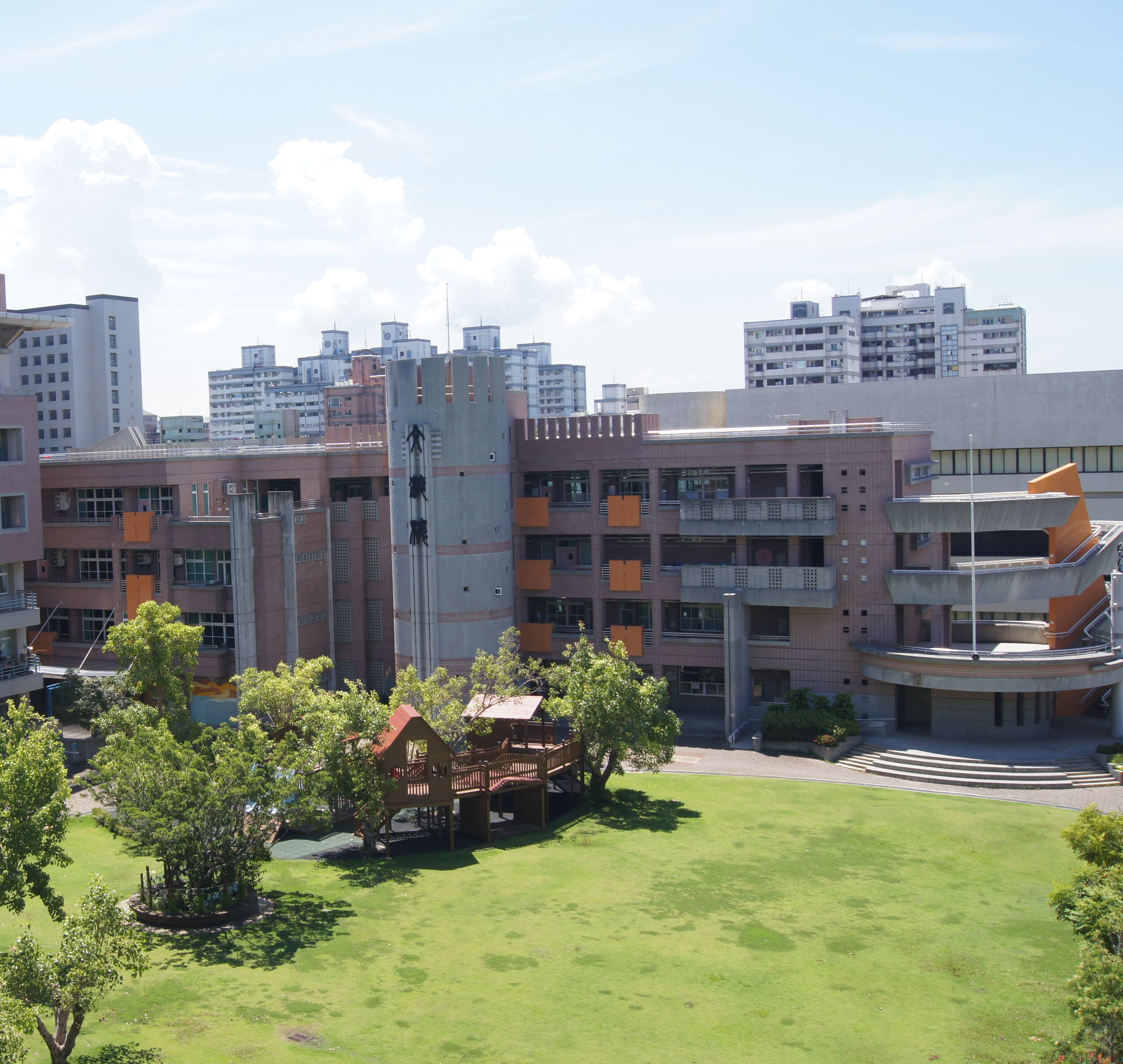
文馥樓。

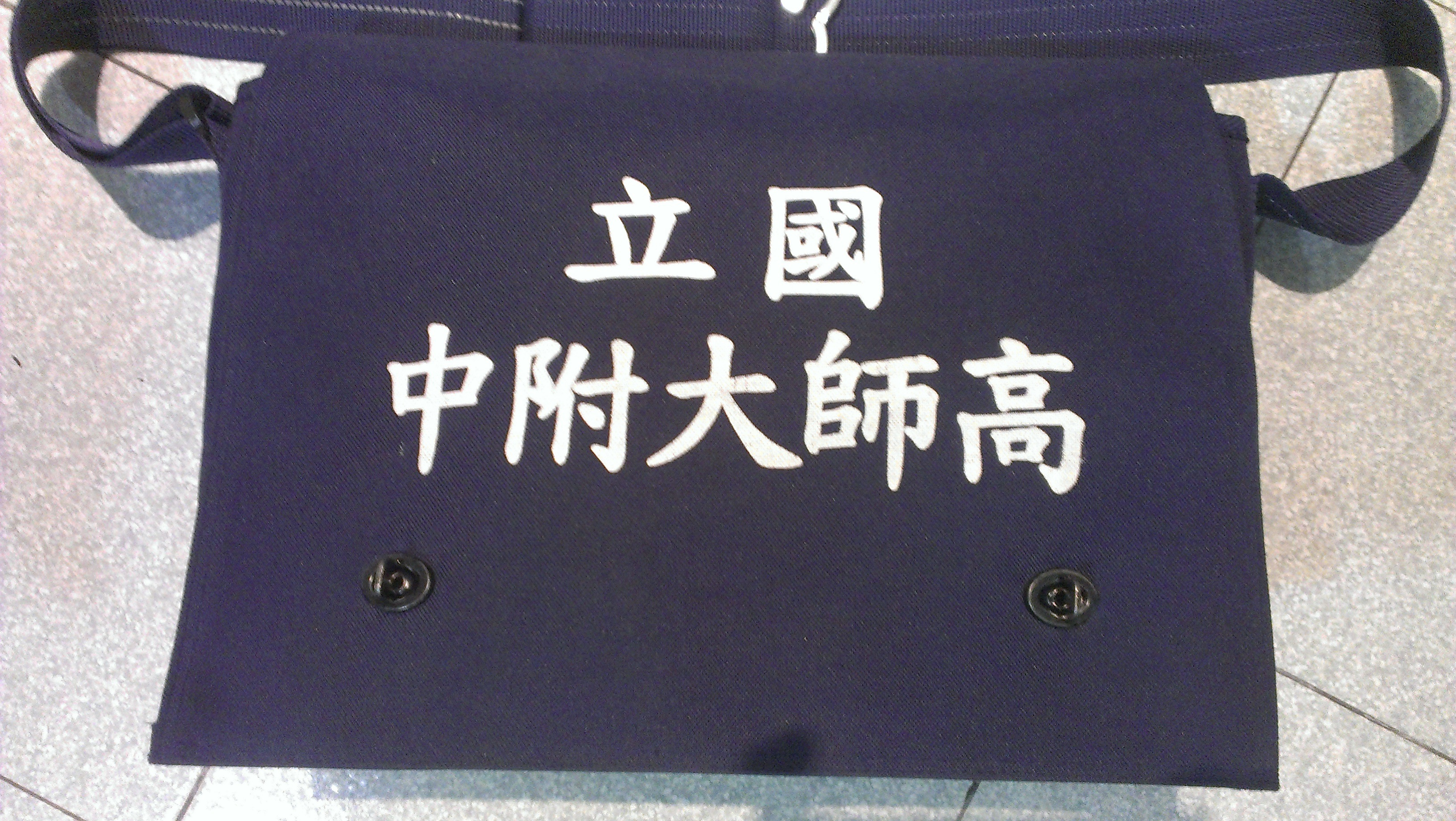
書包樣式。

- 1978年7月：因應臺灣省立高雄師範學院教學研究及實驗之所需，於高雄市苓雅區凱旋國民小學原址設立，並命為台灣省立高雄師範學院附屬實驗學校。其招收對象為國小與國中之階段，尚未招收高中學生。
- 1980年7月：因省立高雄師範學院改為國立高雄師範學院，隨之更名為國立高雄師範學院附屬高級中學，以及附設國中部、小學部。
- 1989年8月：國立高雄師範學院升格為國立高雄師範大學，再度更名為國立高雄師範大學附屬高級中學，目前其校名使用至今。
- 2019年8月：高師大第二次舉辦首任遴選校長會議由李金鴦副教授當選，成為首任遴選校長。
- 2020年8月：高師大附中學生會成功爭取到讓非學生會的同學旁聽校級會議的權利，同學並可在完成旁聽登記後向訓育組核銷公假，為全國高中職學生自治之首例。[2]
- 2024年8月：修訂考試規則，學生不得提早交卷。[來源請求]

## 歷任校長
高師大附中本隸於高雄師範大學，故該校之校長，皆由高雄師範大學校長，自高雄師範大學之專任副教授以上，且符合資格之教師遴選兼任之。另，因大學部相關遴選辦法不完善，該校未有決定校長人選之權力，僅能受大學部指派。自2019年8月1日起首任遴選校長及新任行政團隊正式就職運作，並由李金鴦副教授當選首任遴選校長。
以下為歷任校長：
| 任別     | 任期                      | 姓名   | 備註                                 |
| -------- | ------------------------- | ------ | ------------------------------------ |
| 創校校長 | 1978年8月                 | 毛連溫 | 就任該月，即榮升教育部國民教育司司長 |
| 1        | 1978年8月 － 1988年7月    | 周繼文 |                                      |
| 2        | 1988年8月 － 1994年7月    | 張酒雄 |                                      |
| 3        | 1994年8月 － 1995年7月    | 羅文基 |                                      |
| 4        | 1995年8月 － 1999年7月    | 鍾蔚起 |                                      |
| 5        | 1999年8月 － 2003年7月    | 蔡崇名 |                                      |
| 6        | 2003年8月 － 2008年1月4日 | 蔡典謨 |                                      |
| 7        | 2008年1月 － 2011年8月    | 左太政 |                                      |
| 8        | 2011年9月 － 2015年7月    | 李金鴦 |                                      |
| 9        | 2015年8月 － 2017年7月    | 鄭卜五 |                                      |
| 10       | 2017年8月 － 2023年7月    | 李金鴦 | 為首任遴選校長                       |
| 11       | 2023年8月 － 迄今         | 歐志昌 |                                      |

## 校訓
- 仁愛、愛國、民主、進步

## 制服
高師大附中的制服有高中部和國中部兩種。

### 高中部
女生制服：上衣為白色方領襯衫，左胸口袋繡上校名和學號，繡線每屆以黃-綠-藍三色輪替，裙子為水藍色百褶裙。
男生制服：上衣為白色方領襯衫，左胸口袋繡上校名和學號，繡線每屆以黃-綠-藍三色輪替，下半身搭配深藍色長褲。

### 國中部
女生制服：上衣為白色菜瓜領襯衫，左胸口袋繡上校名和學號，繡線每屆以金黃-綠-藍三色輪替，裙子為深藍色百褶裙。
男生制服：上衣為白色菜瓜領襯衫，左胸口袋繡上校名和學號，繡線每屆以金黃-綠-藍三色輪替，下半身可搭配深藍色長褲或深藍色短褲。

## 校友組織

### 菩提居校友服務隊
菩提居校友服務隊成立於1997年7月11日，目前主要是邀請畢業學長姐返校擔任新生訓練的輔導員。

### 校友會
國立高雄師範大學附屬高級中學校友會成立於1998年1月26日，會務曾暫停運作，但已於2008年8月正式重新運作。
2008年，校友會籌備會成立，籌備會會長為林大成老師（國中部81級、高中部84級）。第1屆至第3屆會長由顏建中先生（國中部70級，第1屆）擔任，而後的第4屆會長由杜紹堯先生（高中部72級，第1屆）接任。

### 校友晃晃盃球賽
每年農曆年間舉辦的校友晃晃盃球賽是高師大附中的校友盛會，舉辦緣由為紀念在高師大附中服務多年的前體育老師李一晃組長。
2010年舉辦第一屆，舉辦過的項目包括籃球、壘球、排球、桌球、羽球等。
2021年及2022年，晃晃盃因嚴重特殊傳染性肺炎疫情宣布停辦。

## 學生自治組織

### 學生會
高師大附中學生會由班聯會改制而成，目前由行政中心和學生議會組成，負責高師大附中校內之學生自治事務。2015年起為學生會經營時期，幹部成員為高中部學生得以參選，會員為學校各年級在學學生，行政部門分為活動、新聞、會務和學權四個部門。

### 學生議會
學生議會由議員十八人組成，並設議長、副議長各一人，由議員互選產生。學生議會下轄秘書處（一級單位），並可依校規及相關學生自治規定設置各委員會。

## 校隊

### 游泳隊
高師大附中的游泳校隊表現亮眼，其優秀的環境培育了多位亞運及奧運國手，以及多項全國紀錄保持人，是在游泳界中，全國中等學校運動會的常勝軍，為該校重點培育項目。

### 籃球隊
1983年，「國立高雄師院附屬中學」年代，時任體育衛生組長的李一晃老師成立了第一屆國中男子籃球隊，正式開啟了1980年代的高師大附中籃球史。
由於專業教練銜接斷層及受限場地不足曾經停招，2015年重新成立國中籃球隊，球員國中畢業後，部分學生直升高中部，2019年成立了高中籃球隊。
2020年，在高中籃球乙級聯賽中屢創隊史最佳成績，在南區複賽奪得冠軍，並且是隊史第2度打進全國八強決賽，最終獲得該屆全國亞軍。
2021年，於臺北體育館舉行的高中籃球乙級聯賽全國八強決賽。在分組賽中進入五至八名的排名賽，最終以全國第五名作收。隊長蔣岱佑拿下抄截王個人獎項。
2022年，於臺北體育館舉行的高中籃球乙級聯賽全國八強決賽。在分組賽中進入前四名的排名賽，獲得該屆全國亞軍。
2025年，於板橋體育館舉行的高中籃球乙級聯賽全國八強決賽。在分組賽中進入前四名的排名賽，獲得該屆全國冠軍。

## 附註
1. ↑  .   [2023-04-20]. （原始内容存档于2023-04-20）.
2. ↑  高師大附中學生會成功爭取 校級會議開放學生申請旁聽
3. ↑  .   [2019-08-07]. （原始内容存档于2019-08-07）.
4. ↑  參見制服地圖 （页面存档备份，存于）。高師大附中制服曾經在2016年由制服地圖網站所舉辦的第3屆高校制服大賞中，預賽拿下全台第4名，在12強決賽中最終排名第8
5. ↑  . Uniform Map 制服地圖.   [2023-05-02]. （原始内容存档于2023-05-05）.
6. ↑  . 國立高雄師範大學附屬高級中學. 2023-05-18  [2023-05-01]. （原始内容存档于2023-06-12）.
7. ↑  . 國立高雄師範大學附屬高級中學學生會. 2023-05-18  [2023-05-01]. （原始内容存档于2023-06-12）.
8. ↑  . 中華民國111年全民學校運動會.   [2023-05-01]. （原始内容存档于2023-05-07）.
9. ↑  王昭月. . 聯合新聞網. 2023-04-15  [2023-05-01]. （原始内容存档于2023-05-05）.
10. ↑  . 運動視界 Sports Vision.   [2021-05-26]. （原始内容存档于2021-05-26） （中文（臺灣））.
11. ↑  . 運動視界 Sports Vision.   [2021-05-26]. （原始内容存档于2021-05-26） （中文（臺灣））.
12. ↑  聯合新聞網. . 聯合新聞網. 20200610T220105Z  [2021-05-26]. （原始内容存档于2021-05-26） （中文（臺灣））.
13. ↑  . 運動視界 Sports Vision.   [2021-05-26]. （原始内容存档于2021-05-26） （中文（臺灣））.
14. ↑  . tw.news.yahoo.com.   [2022-04-29]. （原始内容存档于2022-04-29） （中文（臺灣））.

## 外部連結
- 國立高雄師範大學附屬高級中學網站 （页面存档备份，存于）
- 國立高雄師範大學附屬高級中學臉書粉絲專頁
- 高師大附中學生會 Instagram
- 高師大附中學生議會網站 （页面存档备份，存于）
- 高師大附中學生議會 Facebook 粉絲專頁
- 高師大附中學生議會 Instagram
- 高師大附中籃球隊臉書粉絲專頁
- 高師大附中排球隊臉書粉絲專頁
- 校友晃晃盃 Facebook 粉絲專頁 （页面存档备份，存于）
- 校友晃晃盃 Instagram